# دون هايغ
دون هايغ هو منتج أفلام كندي، ولد في 22 يوليو 1933 في وينيبيغ في كندا، وتوفي في 2 مارس 2002 في تورونتو في كندا.

## روابط خارجية
- دون هايغ على موقع IMDb (الإنجليزية)
- دون هايغ على موقع قاعدة بيانات الفيلم (الإنجليزية)